# Плауновидные
Плаунови́дные (лат. Lycopodióphyta) — отдел высших споровых растений, насчитывающий около 1300 видов. Наука, изучающая плауны (а также папоротниковидные и хвощевидные) называется птеридологией.

## Происхождение
Плауны процветали в теплом влажном климате каменноугольного периода. К этому времени некоторые из более ранних, стелющихся форм превратились в огромные ветвистые деревья. Эти плауны-гиганты, высотой до 45 м, обладали утолщенными стволами и поверхностной корневой системой, расходящейся в разные стороны и закрепляющей растения в илистой почве. Когда в конце карбона болота стали пересыхать, многие из них вымерли. Немногочисленные невымершие плауны были гораздо мельче своих предков.
Многие данные указывают на происхождение плауновидных от псилофитов.

## Описание
Все современные представители отдела — многолетние травянистые растения, обычно вечнозеленые, по облику часто напоминающие некоторые зеленые (бриевые) мхи. Среди ископаемых плауновидных наряду с травянистыми были и мощные древовидные формы. Для большинства плауновидных характерно наличие побегов со спирально расположенными листьями. Но иногда листья сидят супротивно или мутовчато. Близ основания листа некоторых плауновидных, на его внутренней, обращенной к оси поверхности имеется небольшой, погруженный в ямку вырост — язычок, или лигула. Подземные части побегов у одних плауновидных имеют вид типичного корневища с видоизмененными листьями и придаточными корнями; у других образуют своеобразный орган, несущий расположенные по спирали корни и называемый поэтому ризофором или корненосцем. Надземные и подземные оси нарастают с помощью верхушечных меристем, инициальные клетки которых со временем теряют способность делиться, поэтому плауновидные обладают ограниченным ростом осей. Для плауновидных характерно дихотомическое, или вильчатое, ветвление надземных и подземных осей. При этом дихотомия бывает равной и неравной. При равной дихотомии рост дочерних побегов детерминирован в равной степени, и они одновременно отмирают; при неравной — один из побегов быстрее заканчивает свое развитие, чем другой. Сочетание двух типов ветвления и расположение осей в одной плоскости часто приводит к образованию у некоторых плауновидных структур, аналогичных листьям папоротников. Иногда неравная дихотомия приводит к образованию прямого мощного главного стебля, ветвящегося на первый взгляд моноподиально. Проводящая система стебля плауновидных представлена разными типами стелы. В онтогенезе растения обычно наблюдается закономерный переход от одного типа стелы к другому, что определяется изменением объёма верхушечной меристемы. Вымершим древовидным и некоторым травянистым представителям отдела свойственно вторичное утолщение стеблей и ризофоров, обусловленное деятельностью нормального или аномального камбия. Спорофиллы по форме, размерам и цвету могут быть похожи на обычные вегетативные листья или более или менее резко отличаться от них. Чередуясь со стерильными листьями (трофофиллами), они образуют на протяжении стебля спороносные зоны или собраны в расположенные на концах ветвей стробилы. У некоторых ископаемых форм спорофиллы сидели на стебле вперемежку с вегетативными листьями, не образуя ни спороносных зон, ни стробилов. Среди плауновидных есть как равно-, так и разноспоровые растения. Разноспоровые растения обладают листьями с язычками.
Гаметофиты (называемые также заростками) равноспоровых и разноспоровых форм плауновидных резко различаются между собой. Гаметофиты равноспоровых форм ныне живущих плауновидных подземные или полуподземные, мясистые, длиной 2—20 мм. Они обоеполые, ведут сапрофитный или полусапрофитный образ жизни и созревают в течение 1—15 лет. Гаметофиты разноспоровых плауновидных однополые, не зеленые, развиваются обычно в течение нескольких недель за счет питательных веществ, содержащихся в споре, и по достижении зрелости не выступают или лишь слегка выступают наружу, за пределы оболочки споры. Половые органы представлены антеридиями и архегониями. В антеридиях развиваются дву- или многожгутиковые сперматозоиды, в архегониях — яйцеклетки. Оплодотворение совершается при наличии капельно-жидкой воды, и из зиготы, не впадающей в состояние покоя, вырастает новое бесполое растение — спорофит.

## Систематика
В современной флоре согласно системе, разработанной группой PPG, плауновидные представлены тремя семействами и примерно 1300 видами:8, распространёнными по всему земному шару:
- Lycopodiaceae — Плауновые,
- Selaginellaceae — Селагинелловые,
- Isoetopsida — Полушниковые.

В некоторых классификациях из плауновых выделяют отдельное — четвёртое — семейство Huperziaceae — Баранцовые.

### Баранцовые
В семейство Баранцовые (Huperziaceae) включают три рода:
- Huperzia — Баранец — 25 видов, встречающихся в умеренном поясе.
- Phlegmariurus — около 250 видов из тропического пояса.
- Phylloglossum — монотипный род из Австралии и Новой Зеландии.

Часто баранцовые включаются в семейство Плауновые.

### Плауновые
В семействе Плауновые (Lycopodiaceae) выделяют от 2 до 5 родов и чуть более 100 видов. Плауны отличаются от мхов настоящими корнями, стеблями и листьями. Стебель у плаунов обычно стелется по земле и образует вертикальные побеги со спороносными колосками на концах. В тропиках произрастают эпифитные плауны, которые свешиваются с ветвей деревьев красивой бахромой. Все споры у этих плауновидных идентичны. Они прорастают в половое — гаметофитное — поколение, называемое заростком. Гаметофит обычно развивается под землей продолжительное время (до полутора десятков лет), не имеет хлорофилла и не фотосинтезирует, а питательные вещества получает от симбиотического гриба. На заростке после оплодотворения спермием яйцеклетки вновь образуется споровое растение (спорофит), сначала питающееся за счёт гаметофита, через некоторое время образующее корни и листья и начинающее самостоятельную жизнь. Этот цикл называется чередованием поколений.

### Полушниковые
Семейство Полушниковые (Isoëtaceae) включает один род — Полушник (Isoëtes) — с примерно 250 видами. Эти высокоспециализированые растения растут либо под водой, либо частично или временно погружёнными в неё. Своими листьями они напоминают злаки. Каждый лист представляет собой спорофилл, в утолщённое основание которого погружён спорангий. Полушник — единственное современное плауновидное с камбием, то есть содержит в стебле недифференцированные клетки, сохраняющие способность неограниченно долго делиться и обеспечивать прирост проводящих тканей. У ископаемых плауновидных камбий приводил к формированию массивных стволов.

### Селагинелловые
В роде Селагинелла, единственном в семействе Селагинелловые (Selaginellaceae), примерно 700 видов, главным образом тропических. У некоторых стебель прямостоячий с мелкими листочками. Обычно листья расположены четырёхрядно: два ряда мелких спинных и два ряда более крупных и иной формы боковых. Ползучие побеги часто напоминают вайи папоротников. В засушливых областях побеги селагинелл при дефиците воды скручиваются в клубки, и растения впадают в криптобиоз, чтобы с наступлением влажного сезона снова развернуться и продолжить развитие. Селагинеллы образуют микроспоры и мегаспоры — это считается шагом к появлению семянности. Женский гаметофит развивается внутри оболочки мегаспоры, хорошо обеспечен накопленными ею питательными веществами и образует несколько архегониев. В конечном итоге он разрывает её оболочку, и происходит оплодотворение, требующее внешней капельно-жидкой влаги (дождя, росы). Микроспоры прорастают в крошечный мужской гаметофит с единственным антеридием, в котором формируются жгутиковые спермии. Важно то, что развитие и мужского, и женского заростков начинается почти до полного созревания, а иногда и заканчивается внутри спорангия.

### Палеоботаника
В каменноугольном периоде, примерно 300 миллионов лет назад на Земле были широко распространены два ныне вымерших рода плауновидных:
- Lepidodendron — Лепидодендрон
- Sigillaria — Сигиллярия

Это были древовидные растения со стволами высотой до 46 м при диаметре 0,9—1,8 м. Они составляли обширные леса. Стволы и ветви этих деревьев ветвились дихотомически, то есть разделялись на вершине на два одинаковых побега. Некоторые виды образовывали шишки длиной до 90 см.

## Красная книга
В Красную книгу России занесены четыре вида плауновидных. Все они — из рода Полушник (Isoetes):
- Полушник азиатский (Isoetes asiatica)
- Полушник морской (Isoetes maritima)
- Полушник озёрный (Isoetes lacustris) [syn. Isoetes beringensis]
- Полушник щетинистый (Isoetes setacea)